# Râul Mureșeni
Râul Mureșeni este un curs de apă, al treilea afluent de stânga al Râului Mic (Cugir), care la rândul său este afluentul râului Cugir și unul din cele două cursuri de apă majore care îl formează. 

## Generalități
Râul Mureșeni nu are afluenți semnificativi și nici nu trece prin vreo localitate.

## Confluența formării
De fapt, Râul Cugir se formeaă la confluența dintre Râul Mic (Cugir) și Râul Mare (Cugir).